# Accace d'Albiac du Plessis
Accace d'Albiac, sieur du Plessis, mort vers 1562/63, est un poète français du milieu du XVIe siècle.

## Biographie
Ayant embrassé la Réforme, il dut quitter Paris et se réfugia à Genève vers 1550. Rentré en France après l'édit de janvier 1562, il mourut probablement lors de la première guerre de religion (vers 1563) comme son frère Charles d'Albiac, pasteur à Angers.

## Œuvres
Il publia en 1552 une traduction en vers du Livre de Job et en 1556 une traduction des Proverbes de Salomon et de l’Ecclésiaste. On lui doit aussi Divers cantiques (1558) et des poésies qui ont été redécouvertes en 1853 par les frères Haag.